# 第五次中东战争
第五次中东战争，又称黎巴嫩戰爭，爆发於1982年6月6日。以色列在其驻英国大使被巴勒斯坦槍手槍擊重傷後，出动陆海空军100,000多名部队，对黎巴嫩境内的巴勒斯坦解放组织和叙利亚军队发动了大规模的進攻，几天时间就占领了黎巴嫩南部。
这次战争是巴勒斯坦问题的延續，以色列发动战争的主要目的是消灭巴勒斯坦解放组织，企图在黎巴嫩建立一个亲以政权，赶走叙利亚在黎驻军。

## 背景
1982年6月3日，以色列駐英國大使阿爾戈夫在倫敦遭到來自與巴勒斯坦解放组织敵對的阿布·尼達爾組織的槍手槍擊，身受重傷。以色列隨即以該事件回應黎巴嫩采取軍事行動。

## 第一阶段
6月4日，以色列军队对黎巴嫩发动了空袭，主要目标是黎巴嫩首都贝鲁特及黎巴嫩南部的巴勒斯坦解放组织的游击队；6月6日11时，在经过五个小时的炮火准备及空袭轰炸后，四个旅约2万人的以色列军队从西、中、东三路向黎巴嫩进军，主要攻击目标是黎巴嫩境内的巴解组织游击队。

## 第二阶段
6月14日至17日，在经过长时间的激战后，以色列军队占领了哈迪勒国际机场及其附近区域。次日，以军宣布单方面停火并要求巴解组织停火并从贝鲁特撤军，但是巴解游击队拒绝了这一要求。
6月22日，以色列再次向叙利亚军队发起攻击，并使叙军后撤并控制住了贝鲁特西区，随后以军不断的向这一方向增军并希望以此迫使巴解组织撤出贝鲁特西区。

## 停战协议与战争结束
1982年6月27日，联合国大会第七次紧急特别会议通过决议要求以军立即停火并从黎巴嫩无条件撤军。巴解组织此时也向以军提出了三个条件，分别是：
- 以军从贝鲁特南部后撤5公里；
- 在黎军保留一支象征性巴勒斯坦部隊；
- 在贝鲁特保留巴解组织的政治结构。

以色列断然拒绝了巴解组织的这三项条件，同时要求巴解游击队立即向黎巴嫩军队缴械，撤出黎巴嫩境内。在长时间谈判无果的情况下，以色列于8月5日包围了巴解总部大楼，在长时间的武力威慑下，8月12日，巴解最终同意从黎巴嫩撤出。
自8月21日到9月1日，黎巴嫩境内的12,000名巴解游击队自黎巴嫩撤至约旦、伊拉克、突尼斯、苏丹、叙利亚、阿尔及利亚、南也门和北也门8个阿拉伯国家；而贝鲁特的25,000名叙利亚军队也撤回了贝卡谷地。8月21日，法、美、義多国部队进驻贝鲁特以监护巴解和叙军的撤军，9月10日后多国部队也相继撤离。
9月15日，以色列以黎巴嫩总统贝希尔·杰马耶勒遇害为由，再次进驻贝鲁特西区。在外界舆论压力下，9月29日以军撤军，多国部队重回贝鲁特再次维持秩序，不过以色列军队并未完全撤出。在五个月谈判后，以色列同黎巴嫩签署了撤军协议，不过叙利亚及巴解都反对这项协议，以色列最终单方面撤军，第五次中东战争告终。
有说法称在这场战争中T-72被梅卡瓦坦克击败，俄国人则声称T-72对它战损比占优，但又有说法称它们没有碰过面，按这种说法在坦克对战中曾击毁梅卡瓦的是T-62，而击毁T-72的是马加赫坦克。
前以空军司令大卫-衣维利回忆起他曾遇到一些华约的高级官员，说这场战争中表现出的美国高科技与以军优势震动了华约，最终导致了苏联的开放政策直至蘇聯瓦解。

## 後續事件
貝魯特難民營大屠殺發生在第五次中東戰爭後，黎巴嫩基督教民兵在以色列的支持下，利用多國部隊剛剛撤走的時機，包圍殺害了數以千計的巴勒斯坦難民。